# Kriegerdenkmal Nebra
Das Kriegerdenkmal Nebra ist ein denkmalgeschütztes Kriegerdenkmal in der Stadt Nebra in Sachsen-Anhalt. Im örtlichen Denkmalverzeichnis ist die Gedenkstätte unter der Erfassungsnummer 094 82979 als Baudenkmal verzeichnet.
Das Kriegerdenkmal von Nebra befindet sich auf dem Friedhof des Ortes. Es handelt sich um eine aus Quaderstein bestehende Stele, die zur Erinnerung an die Gefallenen des Ersten Weltkriegs errichtet wurde. In die Stele sind Gedenktafeln aus Gusseisen eingelassen, die die Namen der Gefallenen enthalten, sowie die Inschrift UNSEREN IM GROSSEN KRIEGE 1914 1918 GEFALLENEN HELDEN.

## Quelle
- Kriegerdenkmal Nebra, abgerufen am 21. September 2017.